# Железнікова-Велика
Железнікова-Велика (пол. Żeleźnikowa Wielka) — село в Польщі, у гміні Навойова Новосондецького повіту Малопольського воєводства.
Населення — 1107 осіб (2011).
У 1975—1998 роках село належало до Новосондецького воєводства.

## Демографія
Демографічна структура станом на 31 березня 2011 року:
|          | Загалом | Допрацездатний вік | Працездатний вік | Постпрацездатний вік |
| -------- | ------- | ------------------ | ---------------- | -------------------- |
| Чоловіки | 550     | 148                | 359              | 43                   |
| Жінки    | 557     | 164                | 305              | 88                   |
| Разом    | 1107    | 312                | 664              | 131                  |